# Linea Oga
La linea Oga (男鹿線?, Oga-sen) è una breve linea ferroviaria a scartamento ridotto di tipo locale situata nella prefettura di Akita in Giappone. Costituisce una diramazione della linea principale Ōu e si protende lungo la penisola di Oga, dalla quale prende il nome. Il traffico è esclusivamente regionale, e vengono impiegate automotrici diesel, essendo la linea non elettrificata. Tutti i treni proseguono oltre Oiwake fino alla stazione di Akita, con la frequenza di una coppia all'ora.

## Stazioni
| Stazione                                           | Giapponese                                         | Distanza                                           | Collegamenti                                       | Posizione                                          | Posizione                                          |
| Treni provenienti da Akita via linea principale Ōu | Treni provenienti da Akita via linea principale Ōu | Treni provenienti da Akita via linea principale Ōu | Treni provenienti da Akita via linea principale Ōu | Treni provenienti da Akita via linea principale Ōu | Treni provenienti da Akita via linea principale Ōu |
| -------------------------------------------------- | -------------------------------------------------- | -------------------------------------------------- | -------------------------------------------------- | -------------------------------------------------- | -------------------------------------------------- |
| Oiwake                                             | 追分                                               | 0.0                                                | Linea principale Ōu                                | Akita                                              | Akita                                              |
| Detohama                                           | 出戸浜                                             | 5.1                                                |                                                    | Katagami                                           | Akita                                              |
| Kamifutada                                         | 上二田                                             | 8.3                                                |                                                    | Katagami                                           | Akita                                              |
| Futada                                             | 二田                                               | 10.4                                               |                                                    | Katagami                                           | Akita                                              |
| Tennō                                              | 天王                                               | 13.2                                               |                                                    | Katagami                                           | Akita                                              |
| Funakoshi                                          | 船越                                               | 14.9                                               | Oga                                                |                                                    | Akita                                              |
| Wakimoto                                           | 脇本                                               | 18.9                                               | Oga                                                |                                                    | Akita                                              |
| Hadachi                                            | 羽立                                               | 23.7                                               | Oga                                                |                                                    | Akita                                              |
| Oga                                                | 男鹿                                               | 26.6                                               | Oga                                                |                                                    | Akita                                              |